# Paul Scarron
Paul Scarron (Parigi, luglio 1610 – Parigi, 6 ottobre 1660) è stato uno scrittore francese.

## Biografia
Semiparalizzato e storpio dall'età di trent'anni a causa di una malattia reumatica (non è chiaro se fosse spondilite anchilosante oppure artrite reumatoide), reagì alle avversità con la sua socievolezza e il suo spirito brillante. Fu tra i maestri della letteratura burlesca, con opere come il poema incompiuto in sette libri Le Virgile travesty en vers burlesques, Parigi, Quinet (poi De Luyne), 1648-53, sorta di parodia dell'Eneide, a base di anacronismi, deformazioni caricaturali, intrusioni prosaiche o licenziose; il procedimento si ritrova anche in altre sue interessanti commedie.
Il Roman comique (Romanzo comico; incompiuto, dal 1651 al 1657), che narra la vita e le peripezie di una compagnia di attori girovaghi, è il suo capolavoro e una delle opere più pittoresche tra i romanzi realistici del Seicento.
Nouvelles tragi-comique (tr. it. Novelle tragicomiche) è un gioiello della letteratura burlesca, oltre a "divertire", offre anche – attraverso vicende estreme e apparentemente implausibili – un penetrante affondo negli animi femminile e maschile, di cui lo specchio di Scarron amplifica deformità, malizie e ridicole stoltezze. La speciale qualità di questi racconti non sfuggì a Molière, che da La Précaution inutile trasse L'École des Femmes, e da Les Hypocrites creò una delle più divertenti scene del suo Tartuffe; né a Stendhal, che da L'Adultère innocent ricavò il soggetto per il suo Le Philtre.
Nel 1652 Scarron aveva sposato Françoise d'Aubigné, nipote di Théodore Agrippa d'Aubigné e divenuta più tardi, col nome di Madame de Maintenon, favorita e moglie morganatica di Luigi XIV.
Morì nel 1660 e fu sepolto nel vecchio Cimitero di Saint-Gervais.
Curiosità connessa al suo nome, che in Portogallo circolasse, nel corso del XIX secolo, la famosissima parodia, di 'Os Lusiadas' di Camoes,  col titolo di 'Les Lusiades Travesties' (1883).

## Opere
- Œuvres, Paris, Toussainct Quinet, 1648-1651. (Contiene: Typhon ou la gigantomachie, 1648 chez Toussaint Quinet; La relation véritable de tout ce qui s'est passé en l'autre monde, au combat des parques et des poètes, sur la mort de Voitures et autres pièces burlesques, 1649 chez Toussaint Quinet; Le Iodelet, 1648 chez Toussaint Quinet; Les trois Dorotées, 1651 chez Toussaint Quinet; L'héritier ridicule, 1650 chez Toussaint Quinet)
- Typhon ou la Gigantomachie, 1668; Le Virgile Travesty en vers burlesques, 1668; Le Romant Comique en 2 parties, 1668; Le Romant Comique en 3 parties, 1678-1680; Les Nouvelles Œuvres Tragi-comiques, 1668; Les Dernières Œuvres, 1668. Amsterdam, Abraham Wolfgang, 1668-1680, 12 tomi in 7 volumi.
- Œuvres de Monsieur Scarron. Nouvelle edition, Revue, corrigee, & augmentee de quantite de Pieces omises dans les Editions precedentes. On y a joint Une Epitre Dedicatoire a l'Auteur, l'Histoire de Sa Vie et ses Ouvrages. Et un discours sur le Style Burlesque, Amsterdam, J. Wetstein & G. Smith, 1737.
- Œuvres, nouvelle édition, revue, corrigée et augmentée, Paris, David, Durand, Pissot, 1752, 12 volumi.
- Le Roman comique, Janet et Hubert, 1796, 3 volumi.
- Les Hypocrites, rééd. Mille et une nuits, Paris, 2005 (con una postfazione di Joël Gayraud).
- Le Jodelet Duelliste, Genève, Librairie Droz, 2000, 207p.
- Paul Scarron, Théâtre complet, Éditions Honoré Champion, 2009 2 vol., 1272 p.

### Traduzioni in italiano
- Paul Scarron, Théâtre complet, Felici Editore, Pisa 2007
- Paul Scarron, Romanzo buffo, Sellerio, Palermo 2005
- Paul Scarron, Novelle tragicomiche, Liberilibri, Macerata 2005
- Paul Scarron, Il romanzo comico, Pitteri, Venezia, 1740